# Varászló, Somogy
Varászló  este un sat în districtul Marcal, județul Somogy, Ungaria, având o populație de 141 de locuitori (2011). 

## Demografie
Componența etnică a satului Varászló
     Maghiari (90,67%)
     Germani (5,33%)
     Romi (4%)
Componența confesională a satului Varászló
     Romano-catolici (82,98%)
     Luterani (7,8%)
     Fără religie (3,55%)
     Reformați (2,84%)
     Necunoscută (2,84%)
Conform recensământului din 2011, satul Varászló avea 141 de locuitori. Din punct de vedere etnic, majoritatea locuitorilor (90,67%) erau maghiari, existând și minorități de germani (5,33%) și romi (4,0%).  Din punct de vedere confesional, majoritatea locuitorilor (82,98%) erau romano-catolici, existând și minorități de luterani (7,8%), persoane fără religie (3,55%) și reformați (2,84%). Pentru 2,84% din locuitori nu este cunoscută apartenența confesională.